# 4.ª etapa del Giro de Italia 2023
La 4.ª etapa del Giro de Italia 2023 tuvo lugar el 9 de mayo de 2023 con inicio en la ciudad de Venosa y final en el municipio de Laceno sobre un recorrido de 175 km. Esta fue ganada por el francés Aurélien Paret-Peintre del equipo AG2R Citroën Team, quien se impuso al esprint al nuevo líder de la prueba, el noruego Andreas Leknessund del equipo Team DSM.

## Clasificación de la etapa
| Venosa - Laceno | etapa de media montaña | (175 km) |

| \| Clasificación de la etapa \| Clasificación de la etapa \| Clasificación de la etapa \| Clasificación de la etapa \| Clasificación de la etapa \| \| Ciclista \| Ciclista \| Equipo \| Tiempo \| \| \| ------------------------- \| ------------------------- \| ------------------------- \| ------------------------- \| ------------------------- \| \| 1.º \| Aurélien Paret-Peintre \| AG2R Citroën Team \| 4 h 16 min 04 s \| \| \| 2.º \| Andreas Leknessund \| Team DSM \| + 2 s \| \| \| 3.º \| Toms Skujiņš \| Trek-Segafredo \| + 57 s \| \| \| 4.º \| Vincenzo Albanese \| Eolo-Kometa \| + 57 s \| \| \| 5.º \| Nicola Conci \| Alpecin-Deceuninck \| + 1 min 02 s \| \| \| 6.º \| Amanuel Ghebreigzabhier \| Trek-Segafredo \| + 1 min 07 s \| \| \| 7.º \| Koen Bouwman \| Jumbo-Visma \| + 2 min 01 s \| \| \| 8.º \| Damiano Caruso \| Bahrain Victorious \| + 2 min 01 s \| \| \| 9.º \| Edward Dunbar \| Team Jayco AlUla \| + 2 min 01 s \| \| \| 10.º \| Aleksandr Vlásov \| Bora-Hansgrohe \| + 2 min 01 s \| \| |                         |                    |                 |
| |                         |                    |                 |
| Fuente: ProCyclingStats |                         |                    |                 |
| Clasificación de la etapa |                         |                    |                 |
| Ciclista | Ciclista                | Equipo             | Tiempo          |
| 1.º | Aurélien Paret-Peintre  | AG2R Citroën Team  | 4 h 16 min 04 s |
| 2.º | Andreas Leknessund      | Team DSM           | + 2 s           |
| 3.º | Toms Skujiņš            | Trek-Segafredo     | + 57 s          |
| 4.º | Vincenzo Albanese       | Eolo-Kometa        | + 57 s          |
| 5.º | Nicola Conci            | Alpecin-Deceuninck | + 1 min 02 s    |
| 6.º | Amanuel Ghebreigzabhier | Trek-Segafredo     | + 1 min 07 s    |
| 7.º | Koen Bouwman            | Jumbo-Visma        | + 2 min 01 s    |
| 8.º | Damiano Caruso          | Bahrain Victorious | + 2 min 01 s    |
| 9.º | Edward Dunbar           | Team Jayco AlUla   | + 2 min 01 s    |
| 10.º | Aleksandr Vlásov        | Bora-Hansgrohe     | + 2 min 01 s    |

## Clasificaciones al final de la etapa

### Clasificación general(Maglia Rosa)
| \| Clasificación general \| Clasificación general \| Clasificación general \| Clasificación general \| Clasificación general \| \| Ciclista \| Ciclista \| Equipo \| Tiempo \| \| \| --------------------- \| ---------------------- \| --------------------- \| --------------------- \| --------------------- \| \| 1.º \| Andreas Leknessund \| Team DSM \| 14 h 35 min 44 s \| \| \| 2.º \| Remco Evenepoel \| Soudal Quick-Step \| + 28 s \| \| \| 3.º \| Aurélien Paret-Peintre \| AG2R Citroën Team \| + 30 s \| \| \| 4.º \| João Almeida \| UAE Team Emirates \| + 1 min 00 s \| \| \| 5.º \| Primož Roglič \| Jumbo-Visma \| + 1 min 12 s \| \| \| 6.º \| Geraint Thomas \| Ineos Grenadiers \| + 1 min 26 s \| \| \| 7.º \| Aleksandr Vlásov \| Bora-Hansgrohe \| + 1 min 26 s \| \| \| 8.º \| Toms Skujiņš \| Trek-Segafredo \| + 1 min 29 s \| \| \| 9.º \| Tao Geoghegan Hart \| Ineos Grenadiers \| + 1 min 30 s \| \| \| 10.º \| Jay Vine \| UAE Team Emirates \| + 1 min 36 s \| \| |                        |                   |                  |
| |                        |                   |                  |
| Fuente: ProCyclingStats |                        |                   |                  |
| Clasificación general |                        |                   |                  |
| Ciclista | Ciclista               | Equipo            | Tiempo           |
| 1.º | Andreas Leknessund     | Team DSM          | 14 h 35 min 44 s |
| 2.º | Remco Evenepoel        | Soudal Quick-Step | + 28 s           |
| 3.º | Aurélien Paret-Peintre | AG2R Citroën Team | + 30 s           |
| 4.º | João Almeida           | UAE Team Emirates | + 1 min 00 s     |
| 5.º | Primož Roglič          | Jumbo-Visma       | + 1 min 12 s     |
| 6.º | Geraint Thomas         | Ineos Grenadiers  | + 1 min 26 s     |
| 7.º | Aleksandr Vlásov       | Bora-Hansgrohe    | + 1 min 26 s     |
| 8.º | Toms Skujiņš           | Trek-Segafredo    | + 1 min 29 s     |
| 9.º | Tao Geoghegan Hart     | Ineos Grenadiers  | + 1 min 30 s     |
| 10.º | Jay Vine               | UAE Team Emirates | + 1 min 36 s     |

### Clasificación por puntos(Maglia Ciclamino)
| Clasificación por puntos | Clasificación por puntos | Clasificación por puntos | Clasificación por puntos | Clasificación por puntos |
| Ciclista                 | Ciclista                 | Equipo                   | Puntos                   |                          |
| ------------------------ | ------------------------ | ------------------------ | ------------------------ | ------------------------ |
| 1.º                      | Jonathan Milan           | Bahrain Victorious       | 53 pts                   |                          |
| 2.º                      | Kaden Groves             | Alpecin-Deceuninck       | 39 pts                   |                          |
| 3.º                      | Michael Matthews         | Team Jayco AlUla         | 38 pts                   |                          |
| 4.º                      | David Dekker             | Arkéa-Samsic             | 35 pts                   |                          |
| 5.º                      | Aurélien Paret-Peintre   | AG2R Citroën Team        | 33 pts                   |                          |
| 6.º                      | Vincenzo Albanese        | Eolo-Kometa              | 28 pts                   |                          |
| 7.º                      | Mads Pedersen            | Trek-Segafredo           | 26 pts                   |                          |
| 8.º                      | Arne Marit               | Intermarché-Circus-Wanty | 23 pts                   |                          |
| 9.º                      | Andreas Leknessund       | Team DSM                 | 22 pts                   |                          |
| 10.º                     | Toms Skujiņš             | Trek-Segafredo           | 16 pts                   |                          |

### Clasificación de la montaña(Maglia Azzurra)
| Clasificación de la montaña | Clasificación de la montaña | Clasificación de la montaña | Clasificación de la montaña | Clasificación de la montaña |
| Ciclista                    | Ciclista                    | Equipo                      | Puntos                      |                             |
| --------------------------- | --------------------------- | --------------------------- | --------------------------- | --------------------------- |
| 1.º                         | Thibaut Pinot               | Groupama-FDJ                | 30 pts                      |                             |
| 2.º                         | Amanuel Ghebreigzabhier     | Trek-Segafredo              | 26 pts                      |                             |
| 3.º                         | Aurélien Paret-Peintre      | AG2R Citroën Team           | 22 pts                      |                             |
| 4.º                         | Santiago Buitrago           | Bahrain Victorious          | 12 pts                      |                             |
| 5.º                         | Andreas Leknessund          | Team DSM                    | 10 pts                      |                             |
| 6.º                         | Toms Skujiņš                | Trek-Segafredo              | 10 pts                      |                             |
| 7.º                         | Vincenzo Albanese           | Eolo-Kometa                 | 8 pts                       |                             |
| 8.º                         | Warren Barguil              | Arkéa-Samsic                | 8 pts                       |                             |
| 9.º                         | Sepp Kuss                   | Jumbo-Visma                 | 4 pts                       |                             |
| 10.º                        | Thomas Champion             | Cofidis                     | 4 pts                       |                             |

### Clasificación de los jóvenes(Maglia Bianca)
| Clasificación del mejor joven | Clasificación del mejor joven | Clasificación del mejor joven | Clasificación del mejor joven | Clasificación del mejor joven |
| Ciclista                      | Ciclista                      | Equipo                        | Tiempo                        |                               |
| ----------------------------- | ----------------------------- | ----------------------------- | ----------------------------- | ----------------------------- |
| 1.º                           | Andreas Leknessund            | Team DSM                      | 14 h 35 min 44 s              |                               |
| 2.º                           | Remco Evenepoel               | Soudal Quick-Step             | + 28 s                        |                               |
| 3.º                           | João Almeida                  | UAE Team Emirates             | + 1 min 00 s                  |                               |
| 4.º                           | Thymen Arensman               | Ineos Grenadiers              | + 2 min 33 s                  |                               |
| 5.º                           | Santiago Buitrago             | Bahrain Victorious            | + 2 min 52 s                  |                               |
| 6.º                           | Einer Rubio                   | Movistar Team                 | + 3 min 35 s                  |                               |
| 7.º                           | Matthew Riccitello            | Israel-Premier Tech           | + 3 min 47 s                  |                               |
| 8.º                           | Laurens Huys                  | Intermarché-Circus-Wanty      | + 4 min 59 s                  |                               |
| 9.º                           | Alexander Cepeda              | EF Education-EasyPost         | + 5 min 16 s                  |                               |
| 10.º                          | Ilan Van Wilder               | Soudal Quick-Step             | + 6 min 47 s                  |                               |

### Clasificación por equipos"Súper team"
| Clasificación por equipos | Clasificación por equipos | Clasificación por equipos | Clasificación por equipos |
| Equipo                    | Equipo                    | Tiempo                    |                           |
| ------------------------- | ------------------------- | ------------------------- | ------------------------- |
| 1.º                       | Ineos Grenadiers          | 43 h 51 min 01 s          |                           |
| 2.º                       | Jumbo-Visma               | + 1 min 49 s              |                           |
| 3.º                       | Bahrain Victorious        | + 2 min 15 s              |                           |
| 4.º                       | Bora-Hansgrohe            | + 3 min 22 s              |                           |
| 5.º                       | UAE Team Emirates         | + 3 min 23 s              |                           |
| 6.º                       | Trek-Segafredo            | + 4 min 15 s              |                           |
| 7.º                       | EF Education-EasyPost     | + 4 min 55 s              |                           |
| 8.º                       | Soudal Quick-Step         | + 7 min 01 s              |                           |
| 9.º                       | Israel-Premier Tech       | + 11 min 38 s             |                           |
| 10.º                      | Groupama-FDJ              | + 12 min 00 s             |                           |

## Abandonos
- Paul Lapeira (AG2R Citroën Team) no pudo seguir a causa de una enfermedad.[2]